# 罗密欧·罗马努蒂
罗密欧·罗马努蒂（義大利語：Romeo Romanutti，1926年8月6日—2007年12月31日），生于南斯拉夫斯普利特，意大利男子篮球运动员。他曾代表意大利参加1948年夏季奥林匹克运动会篮球比赛，获得第十七名。